# 이희구
이희구(1967년 12월 13일~ )는 대한민국의 희극인이다.

## 주요 이력
1986년 연극배우로 첫 데뷔하였고 1년 후 1987년 KBS 공채 5기 개그맨으로 정식 데뷔하였다.

## 학력
- 서울 성심초등학교
- 서울 성심여자중학교
- 서울 성심여자고등학교
- 부천시 성심여대 한국어문학이론 차석
- 우송대학교 의상학과 석사

## 주요 작품

### 드라마
- 1999년 ~ 2009년 KBS2 《부부클리닉 사랑과 전쟁》 - 각종 단역

### TV 방송
- 2013년 ~ 2016년 채널A 예능 《천 개의 비밀 어메이징 스토리》 - 각종 단역
- 2014년 ~  MBN 시사/교양 《기막힌 이야기 실제상황》 - 각종 단역
- 2014년 ~  TV조선 시사/교양 《이것은 실화다》 - 각종 단역

### 영화
- 1993년 《비 오는 날 수채화 2 - 느티나무 언덕》 - 단역
- 1995년 《헤어 드레서》 - 미시족1 역
- 1996년 《어른들은 청어를 굽는다》 - 운전교관 역
- 1999년 《아롱이의 대탐험》 - 주연 역
- 2008년 《사랑과 전쟁 열 두번째 남자》 - 경숙 역
- 2022년 《감동주의보》 - 밥집아줌마 역

### 라디오 방송
- 《고전읽기》 (EBS FM)